# 诏令行动
「詔令行動」是一項計劃中的軍事行動，旨在協助英國應對2019冠状病毒病英国疫情。解決海外冠狀病毒爆發的類似行動被稱為共濟行動 (Operation Broadshare)。

## 背景
於2020年3月16日，在2019冠状病毒病英国疫情期間，有關軍方協助解決該問題的報導開始出現。 Sky News 的一份報導稱，一旦疫情升級，則將有10,000名士兵待命「應對民間社會的崩潰」。報告引起了廣泛關注，促使國防部長 Ben Wallace 澄清大部份媒體報導的故事純屬虛構。2020年3月19日，軍方宣布將額外撥調10,000名士兵待命，是為「冠狀病毒支援部隊」。據報導，兩個應對冠狀病毒爆發的軍事行動的名稱分別是「昭令行動」(Operation Rescript）和「共濟行動」（Operation Broadshare)。「昭令行動」集中在英國境內，而「共濟行動」則集中在海外活動。

## 冠狀病毒支援部隊
2020年國防部宣布成立新型冠狀病毒支援部隊 (COVID Support Force)，以應對冠狀病毒爆發。支援部隊將由20萬人組成，負責支持公共服務的人員，其中包括已接受過駕駛氧氣罐車培訓以支持國民健康服務的150名軍人。國防科學及技術實驗室（页面存档备份，存于）亦會調放資源協助英格蘭公共衛生部（页面存档备份，存于）.冠狀病毒支援部隊的指揮和控制由Standing Joint Command負責，由Charles Stickland少將 （页面存档备份，存于）領導。其結構包括10個區域司令部，並由奧爾德肖特（页面存档备份，存于）監督。.2020年3月20日，【每日郵報】報導，Nick Carter 將軍爵士（页面存档备份，存于）命令武裝部隊為「六個月的行動」作準備。